# Wikispecies
Wikispecies (Aussprache: [ˌvɪkiˈspiːʃiːz]) ist ein im September 2004 begonnenes Internetprojekt, das von der Wikimedia Foundation auf Basis eines Wikis betrieben wird. Es hat zum Ziel, ein Artenverzeichnis mit Angaben zu Taxonomie und Nomenklatur aller Lebensformen – Tieren, Pflanzen, Pilzen, verschiedenen Algengruppen, eukaryotischen Einzellern, Bakterien und Archaeen – sowie Viren aufzubauen. Ebenso wie die Wikimedia Commons ist Wikispecies ein sprachübergreifendes Projekt. Die Inhalte stehen unter der GNU-Lizenz für freie Dokumentation und der Creative-Commons-Lizenz CC BY-SA 3.0 zur Verfügung.

## Geschichte
Wikispecies wurde am 3. August 2004 von Benedikt Mandl vorgeschlagen und am 5. September desselben Jahres vom Board der Wikimedia Foundation als offizielles Projekt bestätigt.
Projektfortschritt:
- Mai 2007: 100.000 Artikel
- Oktober 2011: 300.000 Artikel
- Juni 2014: 400.000 Artikel
- Januar 2017: 500.000 Artikel
- Oktober 2018: 600.000 Artikel
- Dezember 2019: 700.000 Artikel
- April 2022: 800.000 Artikel
- Januar 2025: 900.000 Artikel.[3]

Im Januar 2025 umfasste das Projekt über 900.000 Seiten für Arten und höhere Taxa, und insgesamt etwa 2,03 Millionen Seiten, unter anderem für Taxon-Autoren, taxonomisch relevante Veröffentlichungen, Institute mit Typusmaterial, sowie für Synonyme.

## Projektauftrag
Wikispecies richtet sich sowohl an interessierte Nutzer als auch an wissenschaftliche Leser.
Im Wissenschaftler-Netzwerk Researchgate wurden Experten über das Projekt informiert und zur Mitarbeit als Autoren eingeladen.
Die Taxon-Artikel sollen mindestens den wissenschaftlichen Namen, die aktuelle Klassifikation und möglichst Daten zum Typus enthalten und mit Quellennachweisen belegt sein. Weitere taxonomisch relevante Informationen, wie Links zum Text der Erstbeschreibung, Institut oder Foto des Typusmaterials, Lektotypifizierungen, Synonyme und gegebenenfalls abweichende taxonomische Konzepte sind erwünscht.

## Kritik
In der deutschsprachigen Wikipedia wurde 2005 aus mehreren Gründen entschieden, Wikispecies und die Einbindung des Projektes nicht weiter zu verfolgen. So wurde bemängelt, dass Wikispecies keine wissenschaftlichen Ansprüche erfülle und aufgrund der Eingleisigkeit den wissenschaftlichen Diskurs nicht widerspiegele. Zudem sei in der Wikipedia die Darstellung aller Lebewesen ebenso und besser möglich, die dort ohnehin als relevant betrachtet werden. Inzwischen wird der Link aber wieder auf der Hauptseite geführt.

## Resonanz
Das Projekt kooperiert mit der Wissensdatenbank Wikidata.
Die Bearbeitung bei Wikispecies führt zunehmend zu neuen wissenschaftlichen Veröffentlichungen zur Taxonomie.
Wikispecies erhält monatlich etwa 24 Millionen Aufrufe (Stand Januar 2025).